# Titan (vệ tinh)
Titan (phát âm tiếng Anh: ˈtaɪtən TYE-tən, tiếng Hy Lạp: Τῑτάν) hoặc Saturn VI là vệ tinh lớn nhất của Sao Thổ, vệ tinh duy nhất có bầu khí quyển đặc và là vật thể duy nhất trừ Trái Đất có bằng chứng rõ ràng về chất lỏng đã được khám phá.
Titan là vệ tinh ở khoảng cách xa thứ hai mươi hai của Sao Thổ và xa thứ sáu trong nhóm những vệ tinh có kích thước đủ lớn để có hình cầu. Thường được miêu tả như một vệ tinh có những đặc điểm giống hành tinh, Titan có đường kính lớn hơn khoảng 50% so với Mặt Trăng của Trái Đất và có khối lượng lớn hơn 80%. Nó là vệ tinh lớn thứ hai trong Hệ Mặt Trời, sau vệ tinh Ganymede của Sao Mộc, và nếu tính theo đường kính nó còn lớn hơn hành tinh nhỏ nhất, Sao Thủy, (dù chỉ có khối lượng bằng một nửa). Titan là vệ tinh được phát hiện đầu tiên của Sao Thổ, nó được khám phá năm 1655 bởi nhà thiên văn học người Hà Lan Christiaan Huygens.
Titan được cấu tạo chủ yếu gồm các vật liệu băng nước và đá. Mật độ khí quyển dày đặc khiến chúng ta khó tìm hiểu về bề mặt của Titan cho tới khi các thông tin mới được thu thập với phi vụ Cassini–Huygens năm 2004, gồm việc phát hiện ra các hồ hydrocarbon lỏng tại các vùng cực của vệ tinh này. Chúng là những vật thể lỏng lớn, ổn định duy nhất tồn tại trên bề mặt của bất kỳ một vật thể từng biết nào ngoài Trái Đất. Về địa chất, bề mặt vệ tinh này còn trẻ; dù các ngọn núi và nhiều núi lửa băng (dạng phun trào giống núi lửa nhưng thành phần chủ yếu là băng) có thể có đã được phát hiện, bề mặt khá phẳng với chỉ một ít hố va chạm.
Khí quyển của Titan chủ yếu gồm nitơ và khí hậu của nó gồm các đám mây methan và ethan. Khí hậu có gió và các đặc điểm bề mặt do mưa tạo ra tương tự như các đặc điểm trên Trái Đất, như các đụn cát và các dải bờ biển, và, giống như Trái Đất, cũng bị chi phối bởi các hình mẫu thời tiết theo mùa. Với chất lỏng (cả ở trên và dưới mặt đất) và lớp khí quyển nitơ dày, Titan được cho là giống Trái Đất thời nguyên thủy, dù có nhiệt độ thấp hơn. Vì thế vệ tinh này đã được cho là có khả năng thích hợp cho vi khuẩn như một sự sống ngoài Trái Đất hay, ít nhất, như một môi trường hóa học tiền vi sinh vật với nhiều hợp chất hóa học hữu cơ phức tạp. Các nhà nghiên cứu đã cho rằng có thể biển chất lỏng dưới bề mặt hoạt động như một môi trường sinh học.

## Phát hiện và đặt tên

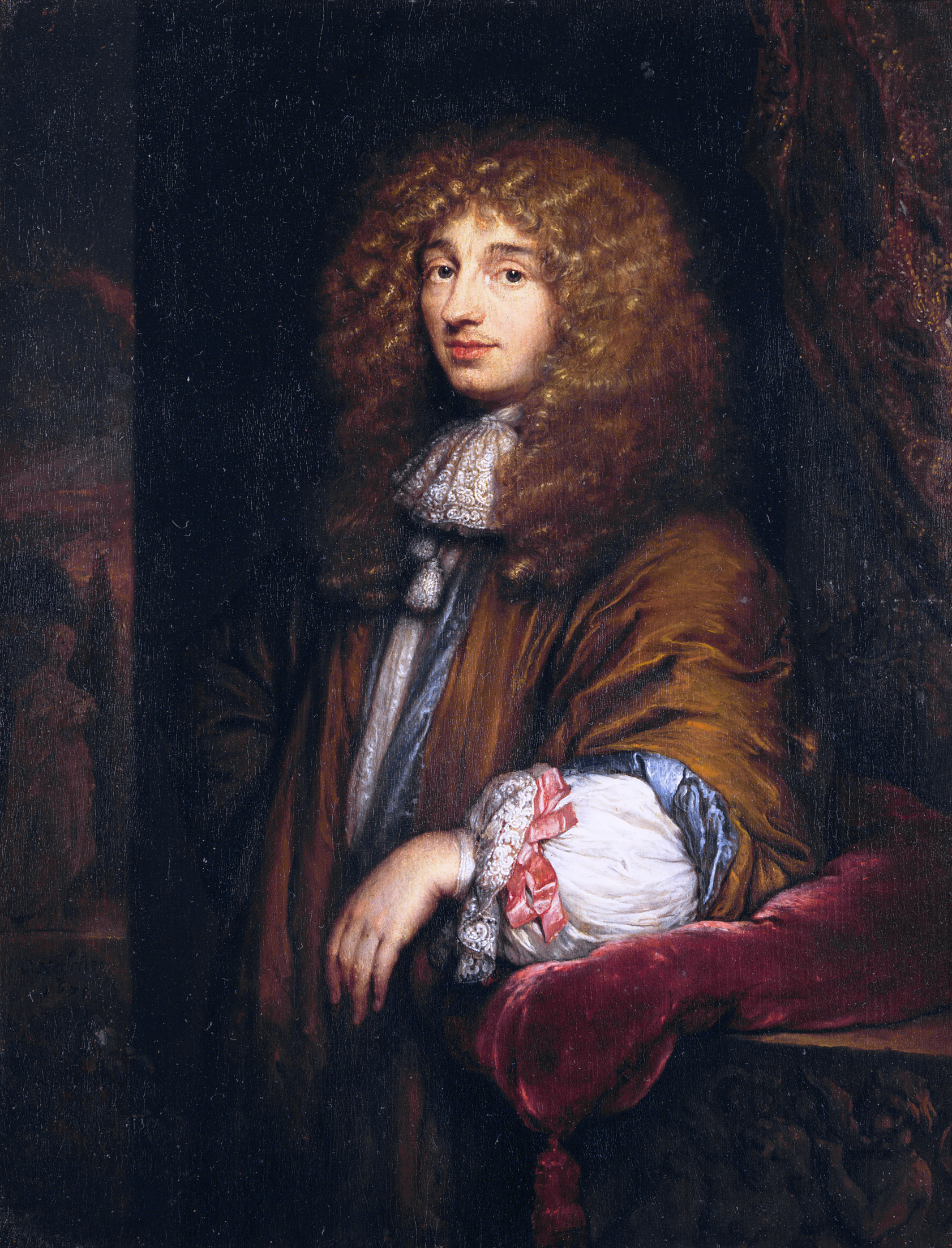
Christiaan Huygens, người tìm ra Titan.

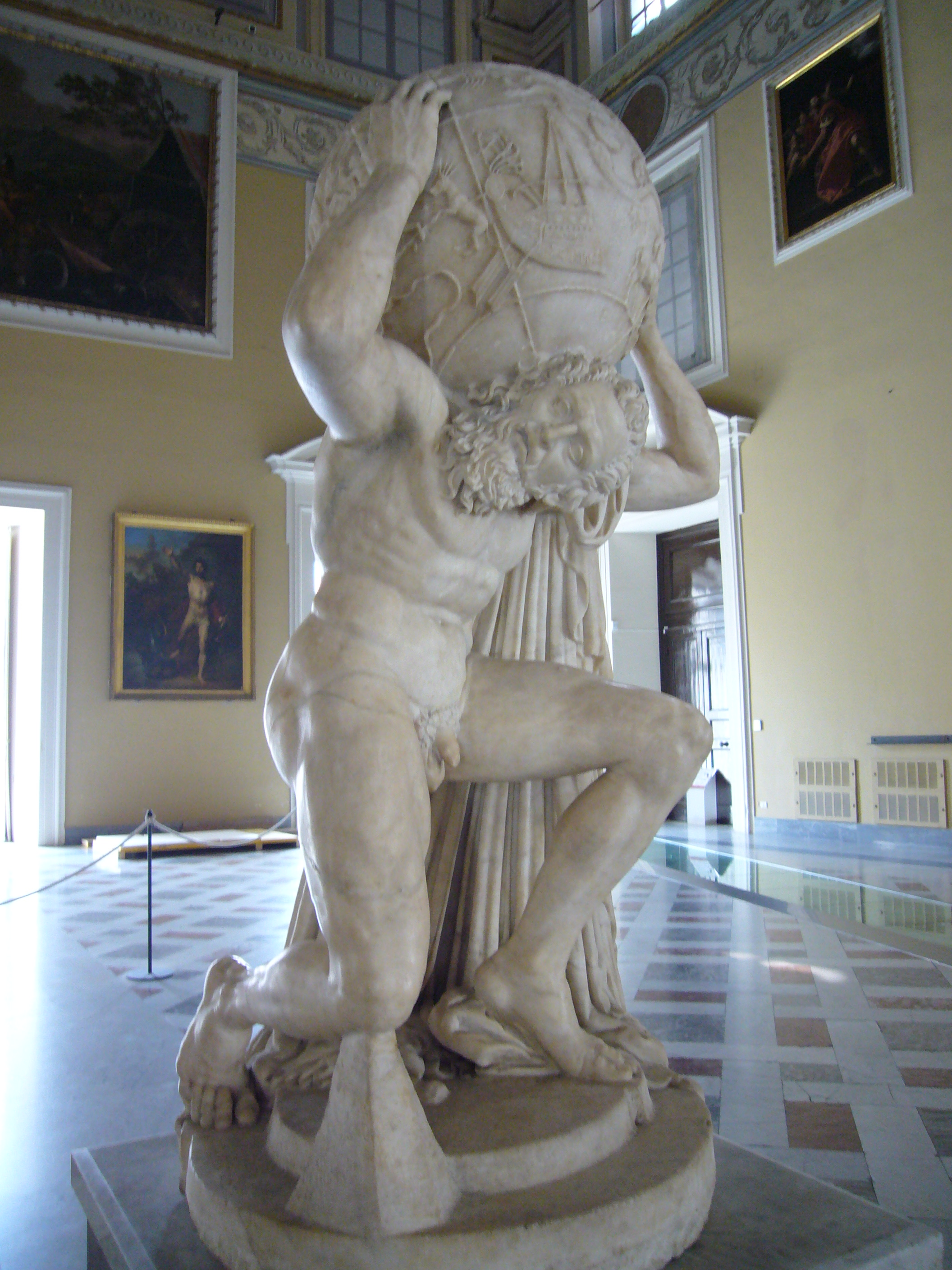
Atlas, một vị thần Titan.

Titan được nhà thiên văn học người Hà Lan Christiaan Huygens phát hiện ngày 25 tháng 3 năm 1655. Huygens có cảm hứng từ sự khám phá bốn vệ tinh lớn nhất của Sao Mộc của Galileo năm 1610 và những cải tiến kính viễn vọng của ông. Huygens chính mình đã thực hiện các cải tiến kỹ thuật và sự khám phá Titan của ông có được "một phần nhờ chất lượng kính viễn vọng và một phần nhờ may mắn". Ông đặt cho nó cái tên đơn giản là Saturni Luna (hay Luna Saturni, tiếng La tinh có nghĩa "mặt trăng của Sao Thổ"), xuất bản luận văn De Saturni Luna Observatio Nova năm 1655. Sau khi Giovanni Domenico Cassini xuất bản những khám phá của ông về bốn vệ tinh khác của Sao Thổ trong khoảng thời gian 1673 và 1686, các nhà thiên văn học có thói quen gọi những vệ tinh đó và Titan là Saturn I tới V (Titan được xếp ở vị trí thứ 4). Các tên gọi ban đầu khác của Titan gồm "vệ tinh bình thường của Sao Thổ". Titan được đánh số chính thức Saturn VI bởi sau những phát hiện năm 1789 sơ đồ số không được dùng nữa để tránh nhầm lẫn (Titan từng được đánh số II và IV và VI). Từ đó nhiều vệ tinh nhỏ ở gần bề mặt Sao Thổ hơn đã được phát hiện.
Cái tên Titan, và những cái tên của tất cả bảy vệ tinh được biết đến của Sao Thổ ở thời điểm ấy, đều do John Herschel (con trai của William Herschel, người phát hiện Mimas và Enceladus) đặt trong lần xuất bản năm 1847 cuốn Results of Astronomical Observations Made at the Cape of Good Hope của ông. John Herschel đề xuất những cái tên của các Titan trong thần thoại, anh chị em của Cronos, vị thần Saturn của người Hy Lạp.

## Quỹ đạo và tự quay

Quỹ đạo của Titan (màu đỏ) trong số quỹ đạo của những vệ tinh phía trong của Sao Thổ. Các vệ tinh bên ngoài quỹ đạo của nó là (l-r) Iapetus và Hyperion; những vệ tinh bên trong là Dione, Tethys, Enceladus and Mimas.

Titan tham gia 5 chuyển động chính: chuyển động tự quay quanh trục; chuyển động quay quanh Sao Thổ; chuyển động cùng Sao Thổ quay quanh Mặt Trời; chuyển động cùng hệ Mặt Trời quay quanh tâm Ngân Hà; chuyển động của Ngân Hà cùng toàn thể vũ trụ giãn nở từ Vụ Nổ Lớn.
Titan hoàn thành một vòng quỹ đạo quanh Sao Thổ trong 15 ngày và 22 giờ. Tương tự như Mặt Trăng của Trái Đất và vệ tinh của các hành tinh khí khổng lồ khác, chu kỳ quỹ đạo của nó tương tự với chu kỳ tự quay; vì thế Titan bị khóa thủy triều vào chuyển động đồng bộ với Sao Thổ. Độ lệch tâm của quỹ đạo là 0,0288, và độ nghiêng là 0,348 độ so với xích đạo Sao Thổ. Quan sát từ Trái Đất, vệ tinh này có khoảng cách góc khoảng 20 bán kính Sao Thổ (chỉ hơn 1,2 triệu km) từ Sao Thổ và trương cung 0,8 giây cung đường kính.
Titan bị khóa trong một vị trí cộng hưởng quỹ đạo 3:4 với vệ tinh nhỏ hơn và có hình dạng không đều là Hyperion. Một quá trình cộng hưởng "chậm và êm ái" - theo đó Hyperion sẽ đi khỏi một quỹ đạo không ổn định - được coi là sẽ không diễn ra, dựa trên các mô hình. Hyperion dường như đã được hình thành trong một đảo quỹ đạo ổn định, trong khi Titan to lớn thu hút hay đẩy bắn đi các vật thể tiếp cận gần tới nó.
Độ nghiêng trục quay của Titan bằng không, nghĩa là trục tự quay của nó vuông góc với mặt phẳng quỹ đạo chuyển động quanh Sao Thổ.

## Các đặc điểm chính

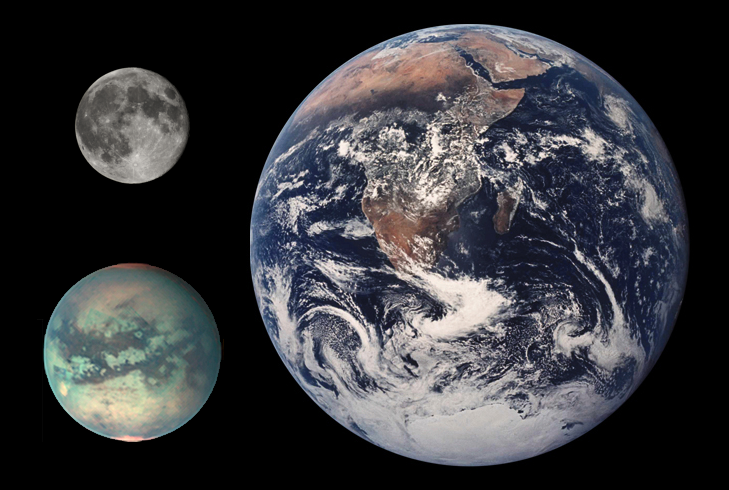
So sánh Titan, Mặt Trăng và Trái Đất.

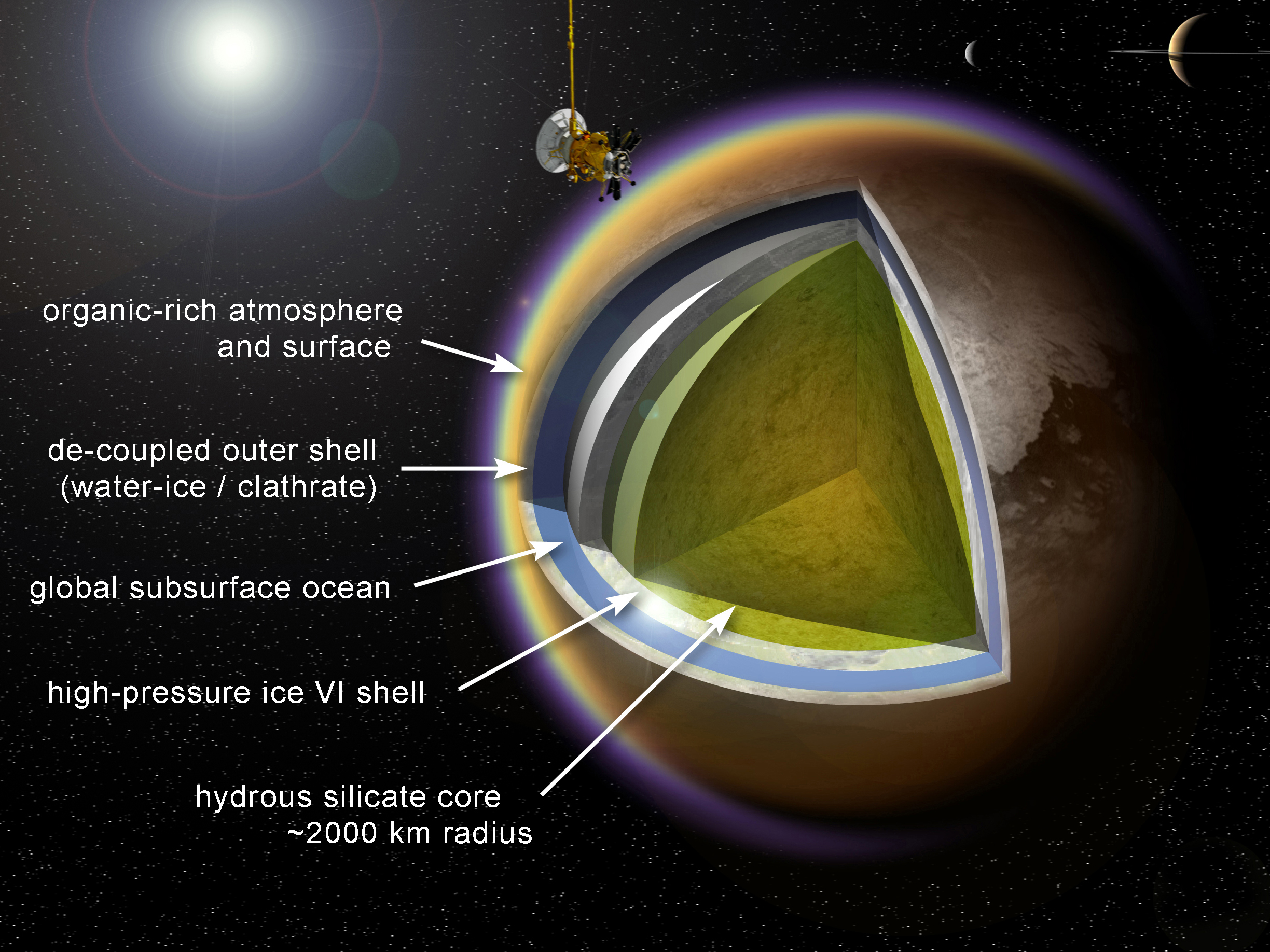
Cấu trúc bên trong Titan.

Titan có đường kính 5.150 km, lớn hơn cả của Sao Thủy (4.879 km), gần gấp rưỡi Mặt Trăng (3.474 km) và hiện là vệ tinh tự nhiên lớn thứ hai trong toàn hệ Mặt Trời. Trước khi Voyager 1 tới đây vào năm 1980, Titan được cho là hơi lớn hơn Ganymede (đường kính 5.268 km) và vì thế là vệ tinh lớn nhất trong Hệ Mặt Trời; đây là sự ước tính quá mức do mật độ của Titan, khí quyển dày, kéo dài nhiều dặm trên bề mặt của nó làm tăng kích thước đường kính biểu kiến. Khối lượng và đường kính của Titan (và vì thế cả mật độ của nó) tương tự với các vệ tinh của Sao Mộc là Ganymede và Callisto. Dựa trên mật độ chính của nó 1,88 g/cm³, thành phần chính của Titan gồm một nửa băng nước và một nửa vật liệu đá. Dù tương tự về thành phần với Dione và Enceladus, nó đặc chắc hơn vì lực nén hấp dẫn.
Titan có lẽ được phân chia thành nhiều lớp với một tâm đá 3.400 km được bao quanh bởi nhiều lớp gồm các hình thức tinh thể băng khác nhau. Phía bên trong của nó có thể vẫn nóng và có thể có một lớp chất lỏng gồm nước và amonia giữa lớp vỏ băng Ih và các lớp băng phía dưới gồm các hình thức băng áp lực cao. Bằng chứng về một đại dương như vậy gần đây đã được tàu thăm dò Cassini khám phá dưới hình thức sóng radio tự nhiên tần số cực thấp (ELF) trong khí quyển Titan. Bề mặt của Titan được cho là có độ phản xạ kém với các sóng tần số cực thấp, vì thế sóng radio có thể được phản hồi từ một biên giới băng lỏng của một đại dương dưới mặt đất. Các đặc điểm bề mặt được tàu thăm dò Cassini quan sát được nâng lên một cách có hệ thống tới 30 km trong khoảng giữa tháng 10 năm 2005 và tháng 5 năm 2007, cho thấy lớp vỏ đang bị tách ra từ bên trong, và cung cấp bằng chứng thêm nữa về một lớp chất lỏng bên dưới. Bằng chứng hỗ trợ nữa về lớp chất lỏng và lớp vỏ băng thoát ra từ lõi rắn là bắt đầu từ cách thay đổi trường hấp dẫn khi Titan quay quanh Sao Thổ. So sánh trường hấp dẫn này với các quan sát bằng dữ liệu RADAR cũng cho thấy về cơ bản lớp vỏ băng có thể cứng chắc.

## Khí quyển

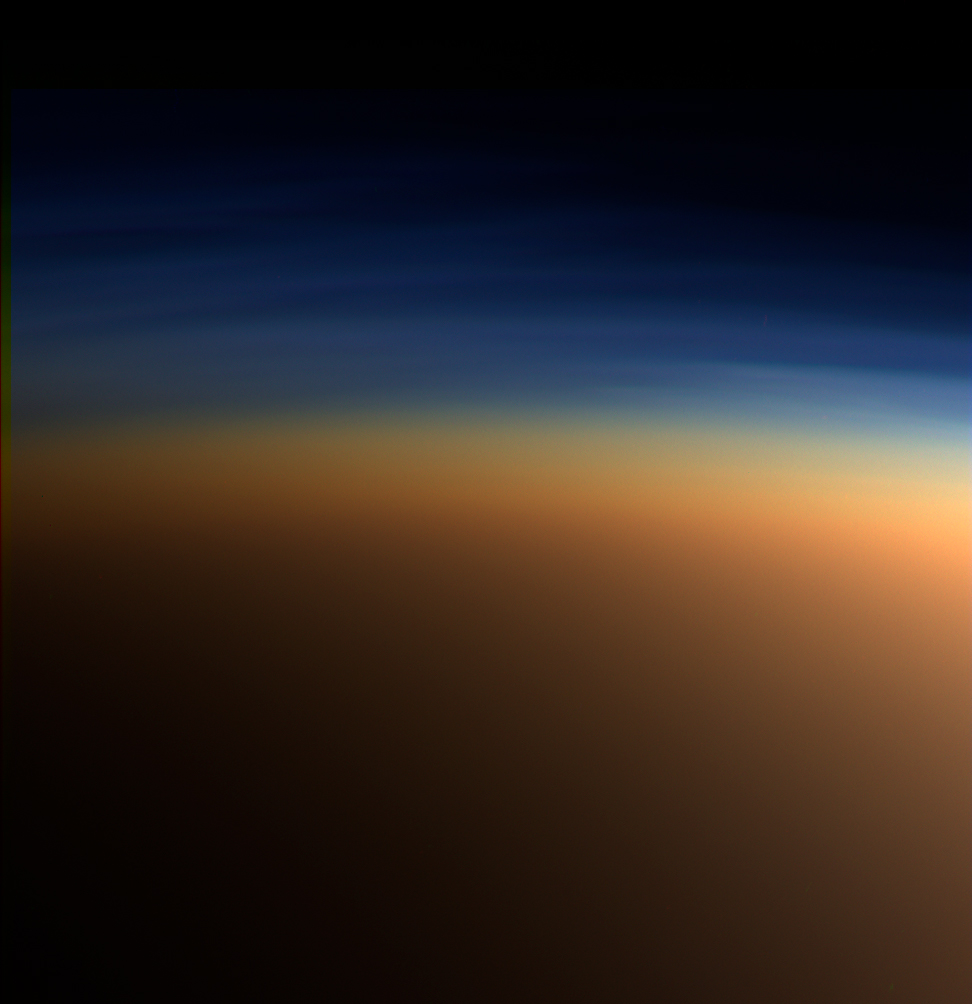
Ảnh màu thực các lớp quầng trong khí quyển Titan.

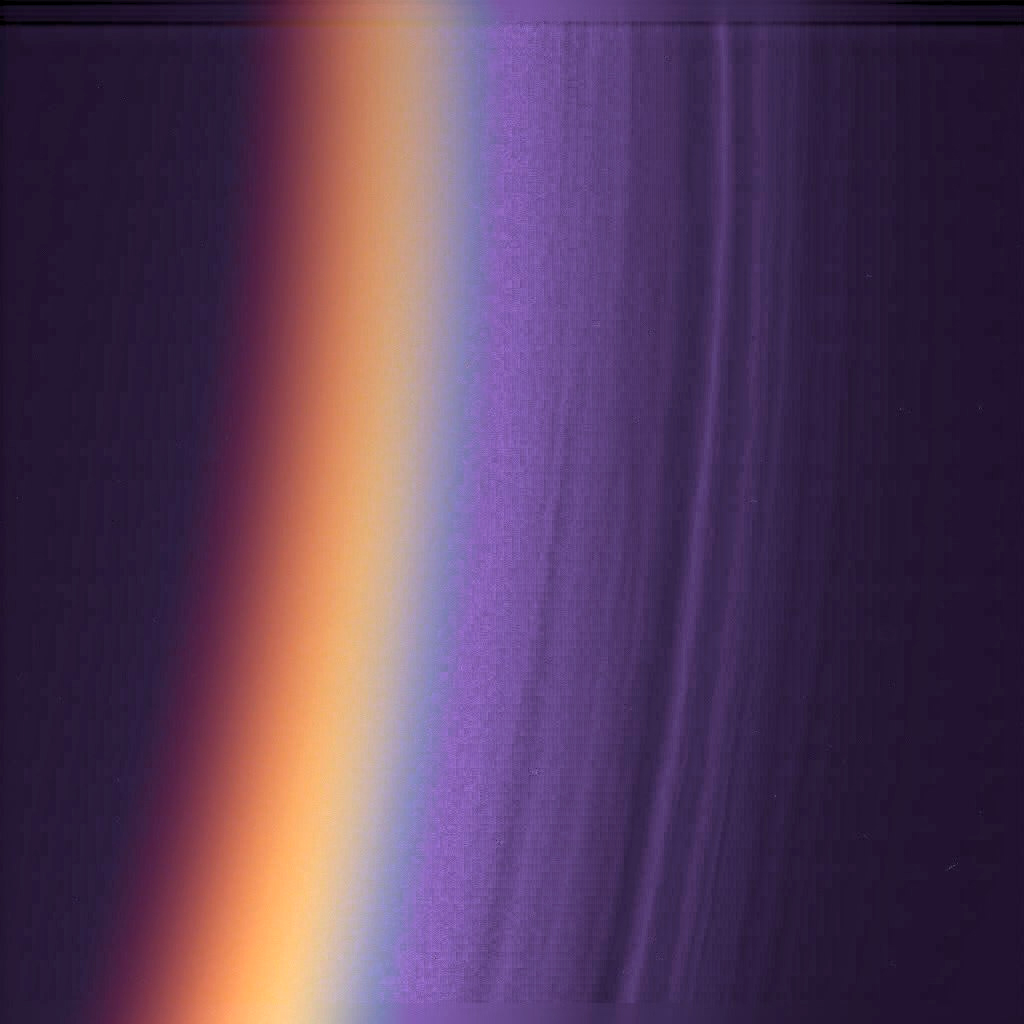
Ảnh tàu Cassini chụp các lớp khí quyển Titan.

Titan là vệ tinh duy nhất đã được biết có một khí quyển đã phát triển có thành phần không chỉ gồm các khí. Chiều dày của khí quyển được cho là thay đổi trong khoảng 200 km và 880 km. So sánh những con số đó với biên giới Trái Đất, nằm trong khoảng 100 km, với 99,999% trọng lượng khí quyền nằm bên dưới độ cao đó. Khí quyển của Titan chắn sáng ở nhiều bước sóng và một quang phổ phản xạ hoàn toàn của bề mặt là điều không thể thực hiện được từ bên ngoài; tình trạng mù mịt này đã dẫn tới các sai số trong các ước tính đường kính.
Sự hiện diện của một khí quyển đáng chú ý như vậy lần đầu tiên đã được khám phá bởi Gerard P. Kuiper năm 1944 sử dụng một kỹ thuật quang phổ cho thấy ước tính áp lực một phần khí quyển methan là 100 millibar (10 kPa). Những quan sát từ các tàu vũ trụ Voyager đã cho thấy rằng khí quyển Titan đặc hơn khí quyển Trái Đất, với áp lực bề mặt lớn gấp 1,5 lần Trái Đất. Nó chống đỡ các lớp quầng dày phong tỏa hầu hết ánh sáng nhìn thấy từ Mặt Trời và các nguồn khác và khiến các đặc điểm bề mặt Titan khó nhận biết. Khí quyển quá dày và lực hấp dẫn quá thấp tới mức con người có thể bay qua nó bằng cách vỗ những chiếc "cánh" gắn vào tay. Tàu vũ trụ Huygens không thể xác định hướng của Mặt Trời trong lần hạ cánh của nó và mặc dù nó có thể chụp ảnh bề mặt, đội điều khiển Huygens so sánh quá trình này như việc "chụp ảnh một khu đỗ xe trải nhựa đường lúc chạng vạng".
Khí quyển gồm 98,4% nitơ—khí quyển đặc, giàu nitơ duy nhất trong Hệ Mặt Trời bên cạnh khí quyển Trái Đất—1,6% còn lại gồm methan và dấu vết các chất khí khác như hydrocarbon (gồm ethan, diacetylen, methylacetylen, acetylen, propan, cyanoacetylen, hydro cyanide), carbon dioxide, carbon monoxide, cyanogen, argon và heli. Màu cam như được quan sát thấy từ vụ trụ phải được tạo ra bởi các hợp chất hóa học phức tạp hơn khác ở số lượng nhỏ, có thể là tholin, các kết tủa hữu cơ kiểu hắc ín. Các hydrocarbons được cho là đã hình thành nên khí quyển phía trên của Titan trong những phản ứng phát sinh từ sự tan vỡ khí methan bởi ánh sáng cực tím của Mặt Trời, tạo ra một lớp khói màu cam dày. Titan không có từ trường, mặc dù các nghiên cứu năm 2008 cho rằng có còn lưu lại từ trường của Sao Thổ khi nó bay ngang qua quyển từ của Sao Thổ và trực tiếp hứng chịu gió Mặt Trời. Điều này có thể làm ion hóa và mang đi một số phân tử ở phía ngoài cùng khí quyển. Vào tháng 11 năm 2007, các nhà khoa học đã tìm thấy bằng chứng các ion âm với khoảng 10.000 lần khối lượng của hydro trong tầng điện ly của Titan, chúng được cho là đã rơi vào các vùng thấp hơn để tạo thành quầng màu da cam che khuất bề mặt Titan. Cấu trúc của chúng hiện vẫn chưa được biết, nhưng chúng được cho là các tholin, và có thể hình thành căn bản cho sự tạo thành các phân tử phức tạp hơn, như các hydrocarbon thơm đa vòng.
Năng lượng từ Mặt Trời đã biến đổi tất cả dấu vết của methan trong khí quyển Titan thành các hydrocarbon trong vòng 50 triệu năm; một khoảng thời gian khá ngắn so với tuổi của Hệ Mặt Trời. Điều này cho thấy rằng methan phải được cung cấp bổ sung theo một cách nào đó từ một nguồn hay ngay từ chính bên trong Titan. Rằng khí quyển Titan chứa methan nhiều hơn một nghìn lần so với carbon monoxit có thể bởi sự cung cấp lớn từ các vụ va chạm thiên thạch, bởi các sao chổi gồm nhiều carbon monoxide hơn methan. Rằng Titan có thể đã phát triển một khí quyển từ tinh vân Sao Thổ thời kỳ đầu ở thời điểm mà sự thành tạo dường như không thể diễn ra; trong trường hợp như vậy, nó phải có sự đa dạng khí quyển tương tự tinh vân Mặt Trời, gồm hydro và neon. Một nguồn gốc sinh vật học có thể khác của methan vẫn chưa được tính đến (xem bên dưới).
Cũng có một mô hình lưu thông không khí được khám phá thổi theo chiều quay của Titan, từ tây sang đông. Những quan sát của Cassini về bầu khí quyển được thực hiện năm 2004 cũng cho thấy Titan là một "super rotator", giống như Sao Kim, với một khí quyển quay nhanh hơn bề mặt.
Tầng điện ly của Titan cũng phức tạp hơn tầng này của Trái Đất, với tầng điện ly chính ở độ cao 1.200 km nhưng với thêm một lớp các phân tử điện tích ở độ cao 63 km. Tầng này chia khí quyển Titan thành hai khu vực cộng hưởng radio khác nhau. Nguồn gốc của các sóng ELF tự nhiên (xem bên trên) trên Titan chưa rõ ràng bởi không có vẻ có hoạt động sét mạnh ở đó.

## Đặc điểm bề mặt

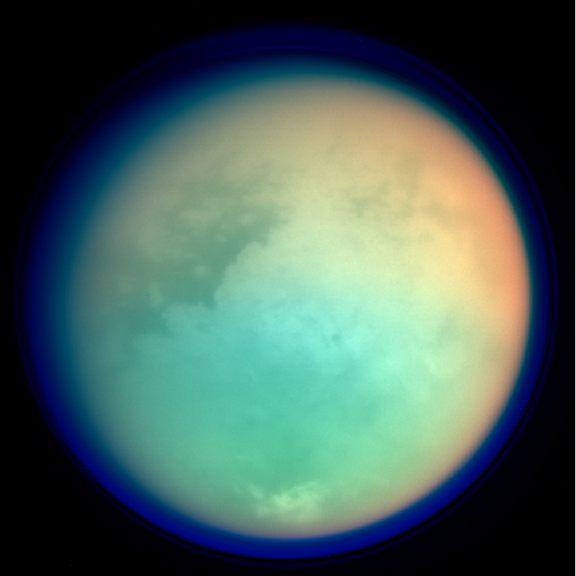
Titan với màu giả thể hiện các chi tiết bề mặt và khí quyển. "Xanadu" là vùng sáng ở phía trung tâm bên phải.

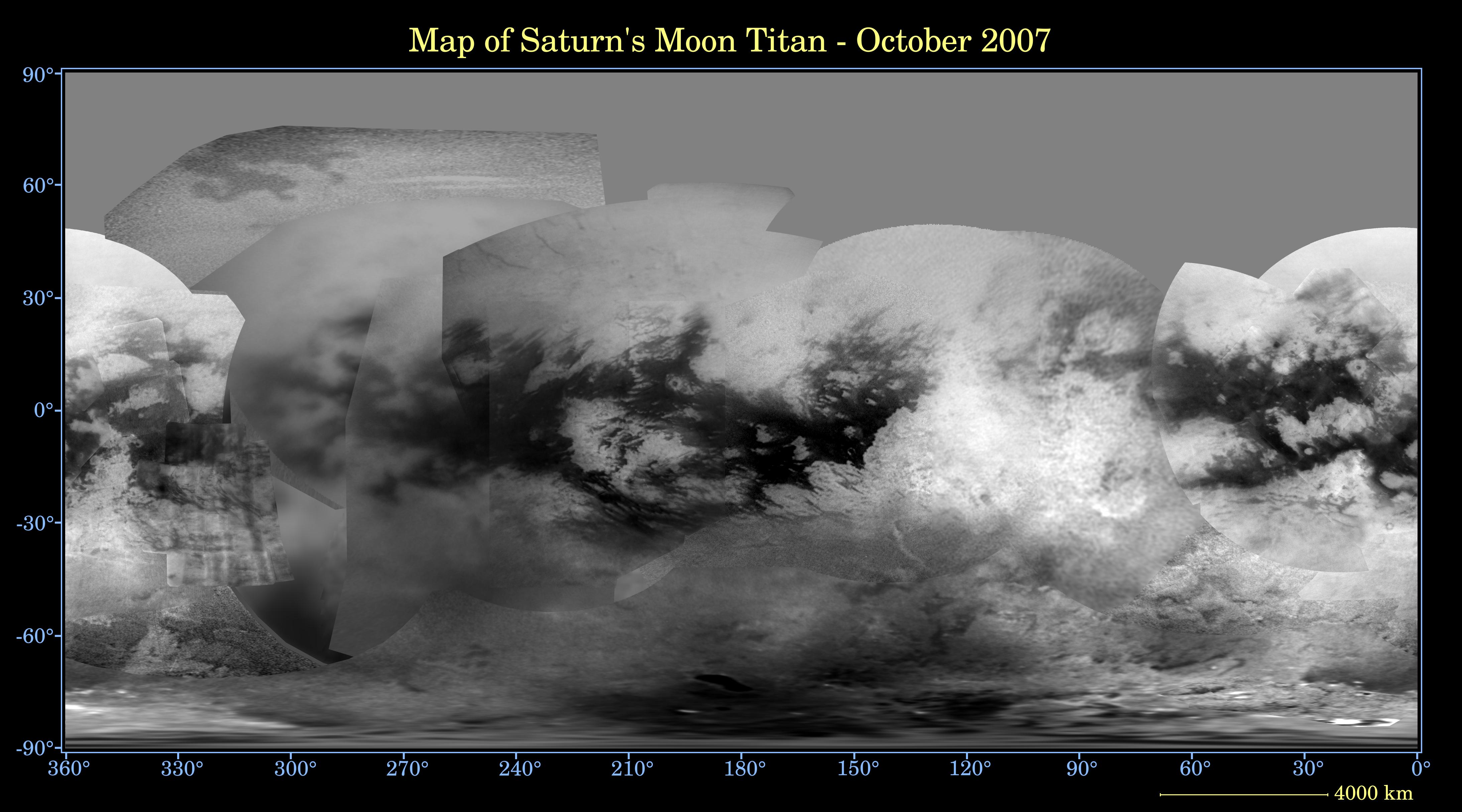
Một hình ảnh tổng hợp về bề mặt Titan.

Bề mặt của Titan đã được miêu tả là "phức tạp, có sự tác động của chất lỏng, và còn "trẻ" về địa chất". Tàu vũ trụ Cassini đã sử dụng radar đo độ cao và radar ống kính đồng bộ (SAR) chụp ảnh để vẽ bản đồ các thành phần của Titan trong những chuyến bay ngang qua vệ tinh này. Những hình ảnh đầu tiên cho thấy một nền địa chất, với cả những vùng gồ ghề và bằng phẳng. Có những đặc điểm dường như có nguồn gốc núi lửa, có lẽ đã từng phun ra nước và amonia. Cũng có những đặc điểm những đường sọc, một số dài tới hàng trăm kilômét, có lẽ được tạo ra bởi các phần tử bị gió thổi đi. Việc nghiên cứu cũng cho thấy bề mặt vệ tinh này khá bằng phẳng; một vài vật thể có vẻ là những hố va chạm đã được lắp đầy, có lẽ bởi những trận mưa hydrocarbon hay các vật liệu được phun ra từ núi lửa. Radar độ cao cho thấy sự biến đổi độ cao rất thấp, thông thường không vượt quá 150 mét. Thỉnh thoảng bắt gặp sự biến đổi độ cao lên tới 500 mét và Titan có những ngọn núi có thể cao tới hàng trăm mét đến hơn 1 kilômét.
Bề mặt Titan đáng chú ý bởi những địa hình sáng và tối lớn. Chúng gồm Xanadu, một vùng lớn thuộc xích đạo có tính phản xạ với kích thước cỡ của Úc. Nó lần đầu tiên được xác định trên những bức ảnh hồng ngoại từ kính viễn vọng không gian Hubble năm 1994, và sau này đã được tàu Cassini quan sát. Vùng xoắn này có nhiều quả đồi và bị cắt ngang bởi các thung lũng và các vực thẳm. Nó có đặc trưng ở các đường kẻ ngang dọc tối—các đặc điểm địa hình uốn lượn tương tự với các dải đất hay các đường nứt. Chúng có thể thể hiện hoạt động kiến tạo, có thể cho thấy về mặt địa lý Xanadu còn trẻ. Các đặc trưng này có thể là các kênh do chất lỏng tạo thành, cho thấy dạng địa hình cổ đã bị cắt ngang qua bởi các hệ thống luồng chảy. Có những vùng tối với kích cỡ tương đương nhau trên khắp vệ tinh, được quan sát thấy cả từ Trái Đất và bởi Cassini; có giả thuyết cho rằng chúng là những biển methan hay ethan, nhưng những quan sát của Cassini dường như lại cho thấy một điều khác (xem bên dưới).

### Chất lỏng

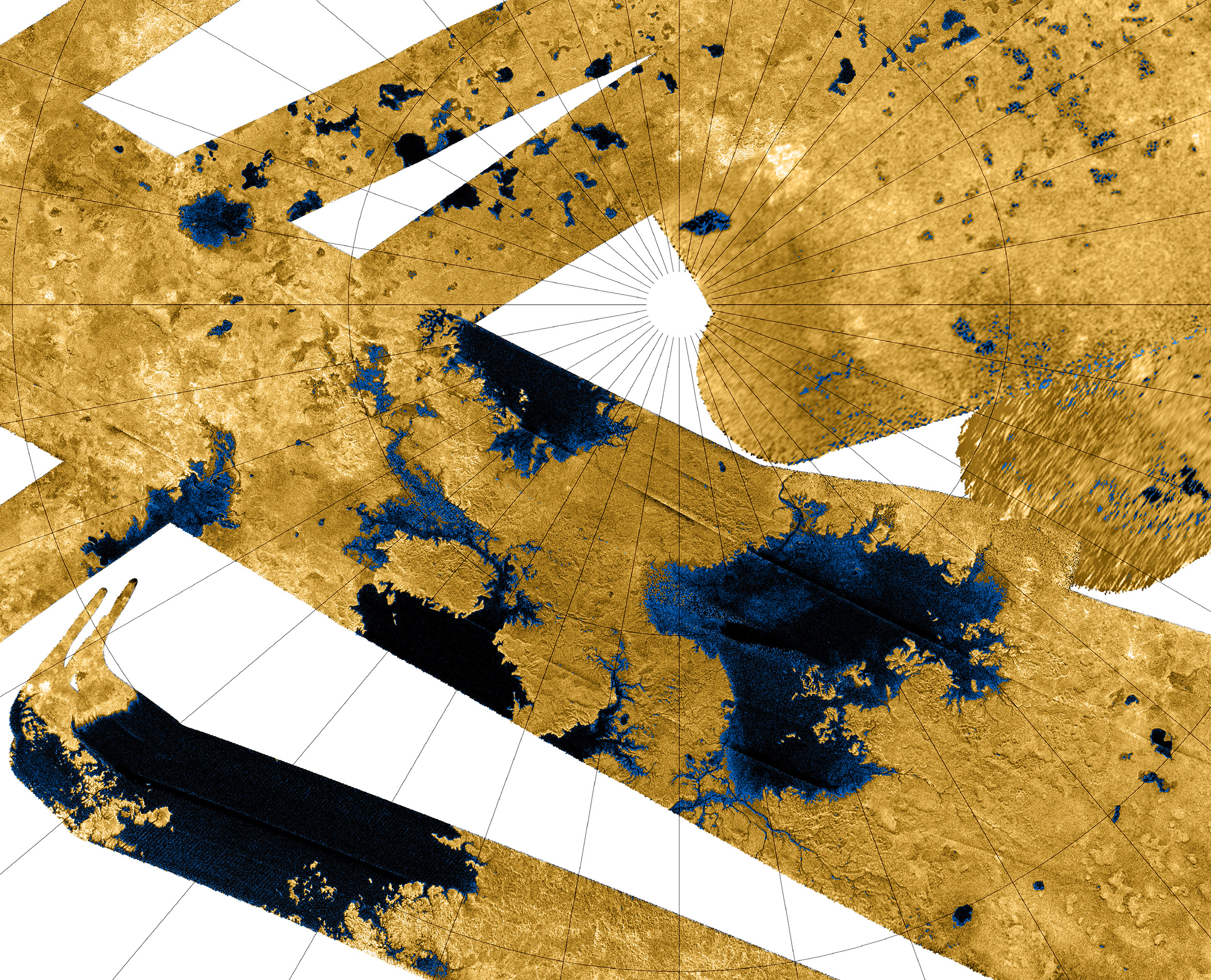
Ảnh radar tổ hợp màu giả chụp từ ống kính đồng bộ của tàu vũ trụ Cassini về vùng cực bắc Titan, thể hiện bằng chứng về các biển hydrocarbon, các hồ và các mạng lưới nhánh phụ. Màu xanh thể hiện những vùng có độ phản xạ radar thấp, dường như được tạo ra bởi các vật thể ethan lỏng, methan và nitơ hòa tan. Các bức ảnh cho thấy vật thể to lớn ở phía dưới bên trái (được đặt tên là hồ Kraken Mare, lấy theo tên quái vật biển Kraken) có kích thước lớn gấp đôi của vật thể có thể thấy tại đây.

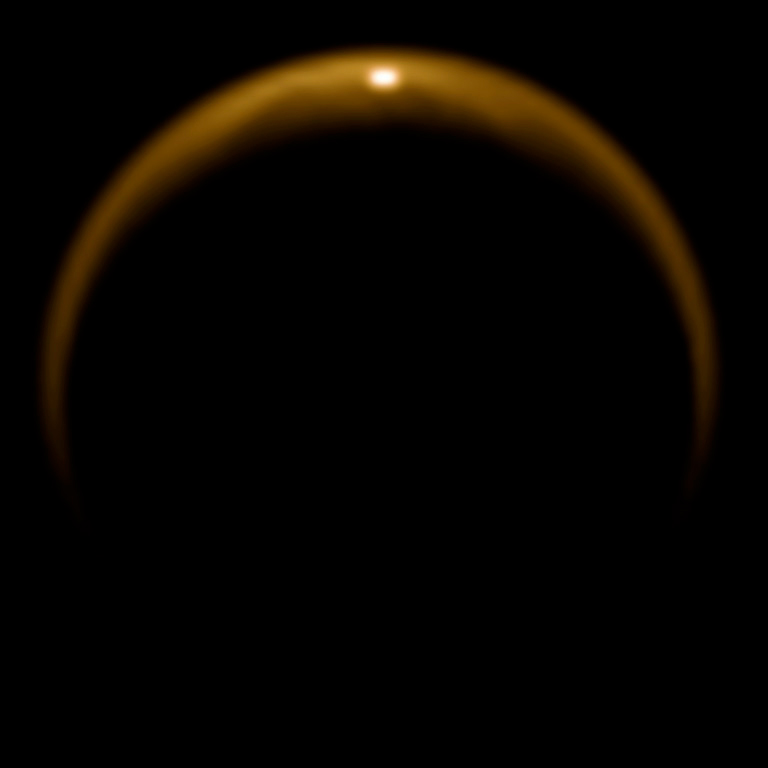
Ảnh tàu Cassini-Huygens chụp bán cầu bắc của Titan ngày 8/7/2009. Tia nắng trong bức ảnh được cho là phản chiếu từ vùng hồ Kraken Mare chứa chất lỏng methan và ethan.

Khả năng có các biển methan lỏng trên Titan lần đầu tiên được đưa ra dựa trên dữ liệu của Voyager 1 và 2 cho thấy Titan có một khí quyển dày và nhiệt độ cũng như thành phần thích hợp để duy trì chúng, nhưng bằng chứng trực tiếp chỉ có được vào năm 1995 khi dữ liệu từ Hubble và các quan sát khác cho thấy bằng chứng về methan lỏng trên Titan, hoặc trong những túi tách biệt hoặc ở tỷ lệ lớn như các đại dương, tương tự như nước trên Trái Đất.
Phi vụ Cassini đã xác nhận giả thuyết trên, mặc dù không trực tiếp. Khi tàu vũ trụ tới hệ Sao Thổ năm 2004, mọi người hy vọng các hồ hydrocarbon hay các biển có thể được khám phá bởi ánh sáng Mặt Trời phản xạ từ bề mặt của bất kỳ một vật thể lỏng nào, nhưng không phản xạ bề mặt nào được phát hiện. Tại cực nam của Titan, một đặc điểm tối khó hiểu được gọi là Ontario Lacus từng được cho là một cái hồ đã được xác định, có lẽ được tạo ra bởi các đám mây được quan sát thành từng cụm trong vùng. Một đặc điểm có thể là đường bờ biển cũng đã được xác định tại cực bằng hình ảnh radar.
Sau chuyến bay ngang qua ngày 22 tháng 7 năm 2006, trong đó radar trên tàu vũ trụ Cassini đã chụp ảnh các vĩ độ cao phía bắc (khi ấy đang trong mùa đông), một số miếng vá lớn, phẳng (và vì thế tối đối với radar) có các chấm ở gần cực. Dựa trên các quan sát, các nhà khoa học đã thông báo "bằng chứng rõ ràng về các hồ đầy methan trên vệ tinh Titan của Sao Thổ" vào tháng 1 năm 2007.
Đội Cassini–Huygens kết luận rằng các đặc điểm được chụp ảnh hầu như chắc chắn là các hồ hydrocarbon đang được tìm kiếm từ lâu, những vật thể ổn định đầu tiên của chất lỏng bề mặt được tìm thấy bên ngoài Trái Đất. Một số hồ dường như có các kênh liên kết với chất lỏng và nằm ở những vùng địa hình lõm.
Tháng 6 năm 2008, các thiết bị hồng ngoại trên tàu Cassini xác nhận sự nghi ngờ có ethan lỏng tại Ontario Lacus. Ngày 21 tháng 12 năm đó, tàu Cassini tiến gần Ontario Lacus và đã quan sát được sự ánh xạ tích tụ trong rada. Độ dài của ánh xạ phản ánh sự bão hòa của tín hiệu nhận được, cho thấy mực độ hồ trên vệ tinh hầu như không thay đổi. Ảnh chụp ngày 8 tháng 7 năm 2009 đã cho thấy rõ rệt nhất tín hiệu hiện diện của chất lỏng tại khu vực phía bắc, hồ Kraken Mare.

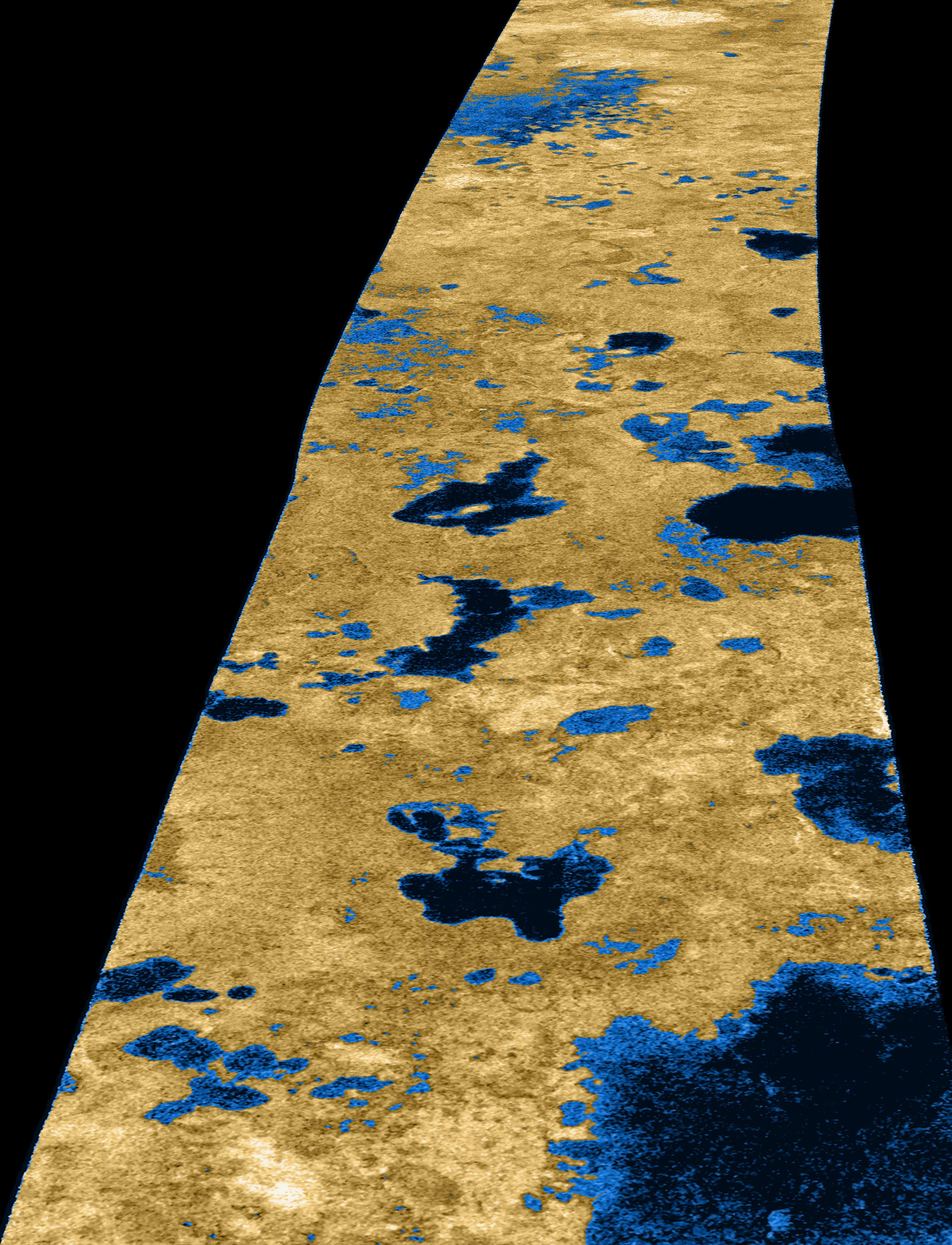
Ảnh phối cảnh Rade của Bolsena Lacus (phía dưới, bên phải) và một hồ khác ở bán cầu bắc.
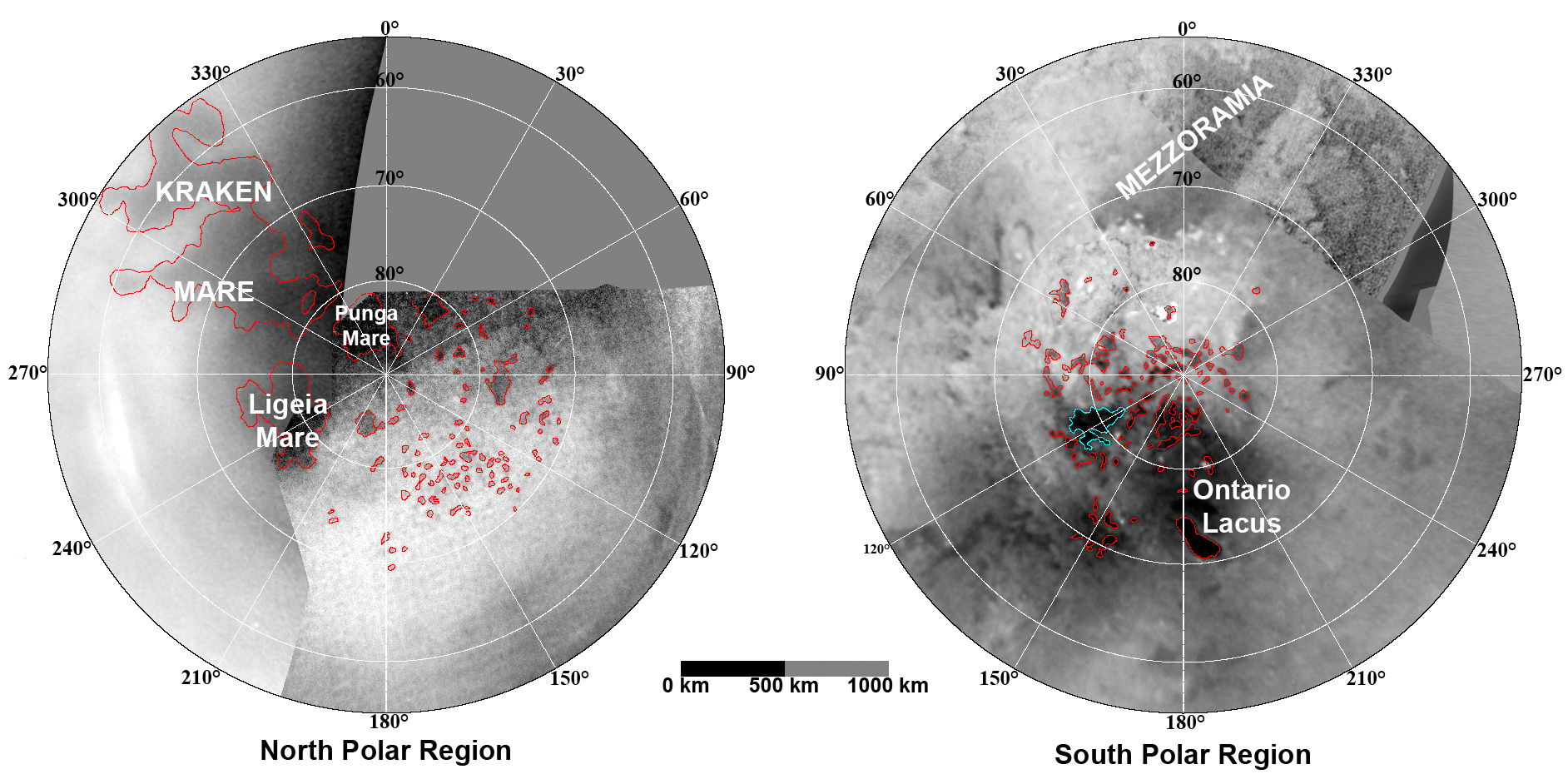
So sánh hình ảnh khu vực nghi ngờ có chứa chất lỏng ở bán cầu bắc (trái) và bán cầu nam (phải).
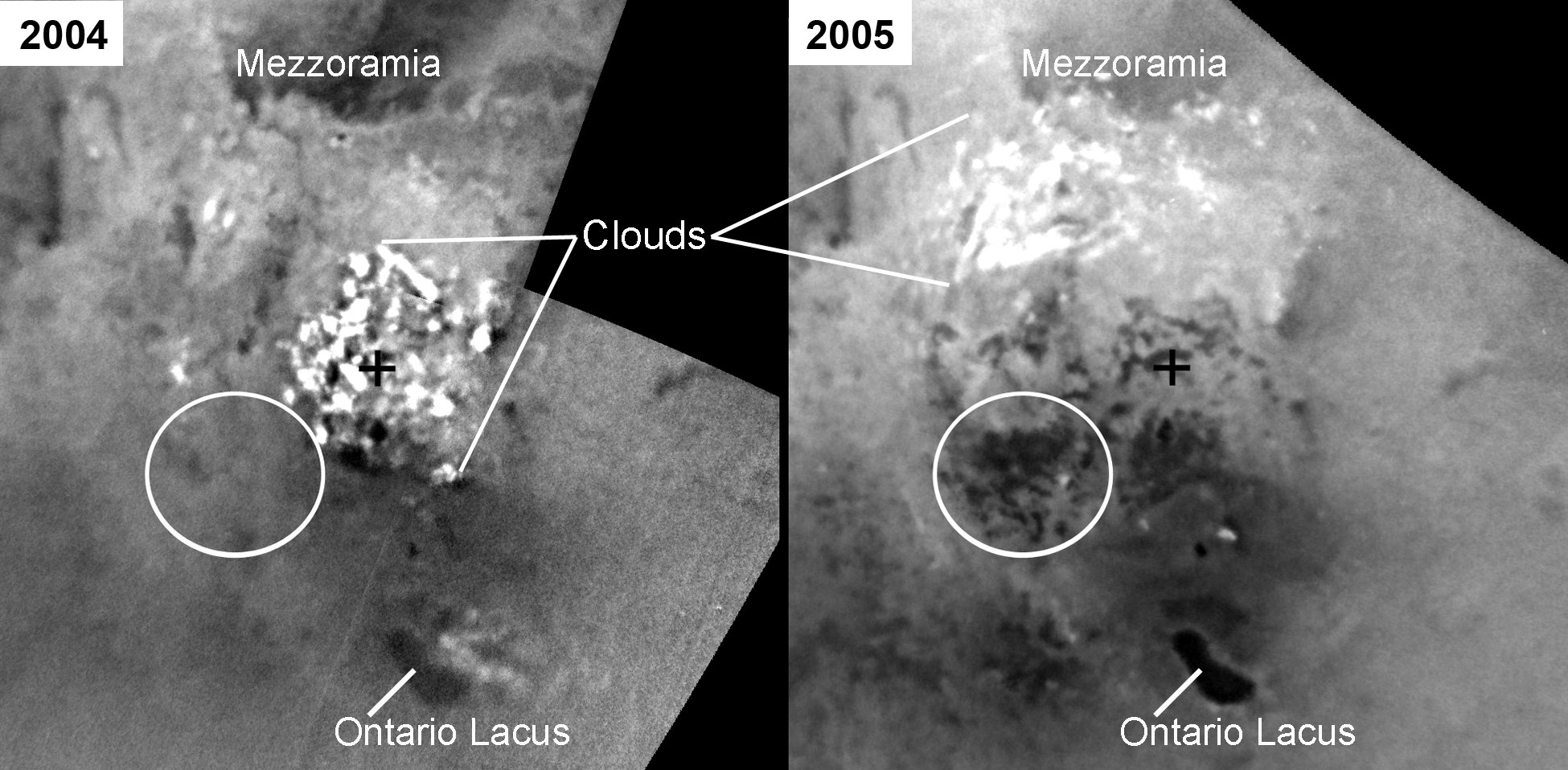
Hình chụp một hồ trên Titan sau một năm (2004-2005).

### Hố va chạm

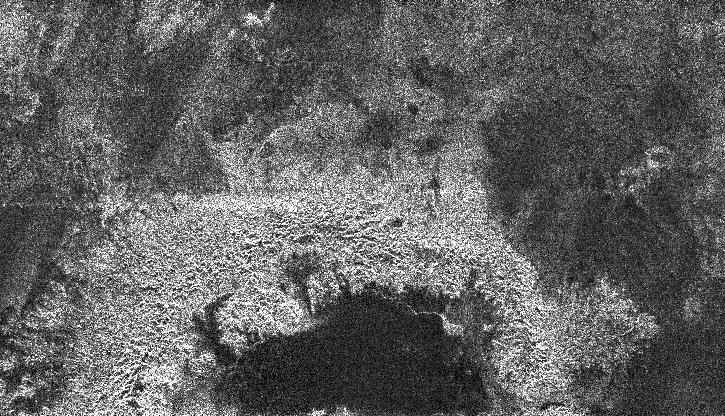
Các miệng hố va chạm trên bề mặt Titan.

Dữ liệu radar, SAR (ảnh radar tổng hợp màu giả) và các hình ảnh thu được từ Cassini đã cho thấy một số lượng khá nhỏ các miệng hố va chạm trên bề mặt Titan, cho thấy đây là một bề mặt trẻ. Các miệng hố va chạm mới được phát hiện gồm cả một lòng chảo đa vòng rộng 440 km được đặt tên Menrva (được nhìn thấy bởi Cassini' ISS với các kiểu mẫu đồng tâm sáng tối). Một hố nhỏ hơn rộng 80 km, đáy phẳng tên là Sinlap và một hố rộng 30 km với một đỉnh trung tâm và một đáy tối tên là Ksa cũng đã được quan sát. Dữ liệu Radar và hình ảnh thu được từ Cassini cũng cho thấy một số "hình miệng núi lửa", các đặc điểm hình vòng cung trên bề mặt Titan có thể liên quan tới nguồn gốc va chạm, nhưng thiếu một số đặc điểm để xác định rõ nguyên nhân này. Ví dụ, một vòng sáng rộng 90 km, thô được gọi là Guabonito đã được Cassini quan sát thấy. Đặc điểm này được cho là một hố va chạm được gió thổi lấp đầy bởi trầm tích tối. Nhiều địa điểm tương tự cũng đã được quan sát trên các vùng tối Shangri-la và Aaru. Radar đã quan sát nhiều vật thể có đặc điểm tròn có thể là các hố va chạm tại vùng sáng Xanadu khi Cassini bay qua Titan ngày 30 tháng 4 năm 2006.
Các mô hình tiền-Cassini về các góc và đường bay va chạm cho thấy rằng nơi vật thể va chạm với vỏ băng nước, một lượng nhỏ vật liệu bắn ra còn lại ở dạng nước lỏng bên trong hố va chạm. Nó có thể tiếp tục tồn tại ở dạng chất lỏng trong nhiều thế kỷ hay lâu hơn nữa, đủ để "sự tổng hợp các phân tử tiền thân đơn giản cho nguồn gốc của sự sống". Tuy sự bồi tụ từ nhiều quá trình địa chất là một trong những lý do dẫn tới số lượng ít hố va chạm trên bề mặt Titan, bầu khí quyển cũng đóng một vai trò trong chuyện này; người ta ước tính khí quyển của Titan đã làm giảm một nửa số lượng hố va chạm.
| Hố va chạm | Vĩ độ  | Kinh độ | Đường kính (km) | Đặt tên theo                                            |
| ---------- | ------ | ------- | --------------- | ------------------------------------------------------- |
| Afekan     | 25.8 B | 200.3 T | 115.0           | Afekan, thượng đế trong truyền thuyết người New Guinea. |
| Ksa        | 14.0 B | 65.4 T  | 29.0            | Thần Ksa của Lakota và Oglala.                          |
| Menrva     | 20.1 B | 87.2 T  | 392.0           | Thần Menrva của người Etruscan.                         |
| Selk       | 7.0 B  | 199.0 T | 80.0            | Thần Selk, Ai Cập cổ đại.                               |
| Sinlap     | 11.3 B | 16.0 T  | 80.0            | Thần Sinlap của người Kachin.                           |

### Tác dụng nhiệt núi lửa và núi

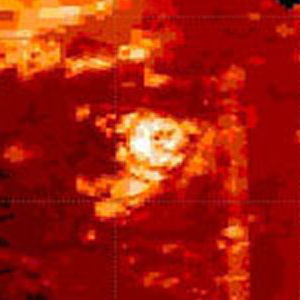
Hình ảnh cận hồng ngoại của Tortola Facula, được cho có thể là núi lửa băng.

Các nhà khoa học đã cho rằng các điều kiện trên Titan giống với các điều kiện thời kỳ đầu trên Trái Đất, dù ở mức nhiệt độ thấp hơn. Bằng chứng hoạt động núi lửa từ phi vụ gần nhất của Cassini cho thấy nhiệt độ có thể cao hơn nhiều ở các vùng đáy thấp, đủ để nước ở dạng lỏng tồn tại. Việc phát hiện Argon 40 trong khí quyển cho thấy các núi lửa phun ra các đám khói "dung nham" gồm nước và ammonia. Cassini đã phát hiện các phun trào methan từ một núi lửa băng giả định, và thuyết tác dụng nhiệt núi lửa hiện được tin là một nguồn cung cấp methan lớn cho khí quyển. Một trong những đặc điểm đầu tiên được Cassini chụp ảnh, Ganesa Macula, giống với các đặc điểm địa lý được gọi là "vòm bánh ngọt" được phát hiện trên Sao Kim, và vì thế được cho là có nguồn gốc tác dụng nhiệt núi lửa.
Áp suất cần thiết để khiến các núi lửa băng hoạt động có thể do sự "underplating" của nước lớp ngoài của Titan. Băng áp suất thấp, đè trên một lớp chất lỏng ammoni sulfat, trồi lên mạnh, và hệ thống bất ổn định này có thể tạo ra các sự kiện phun khói lớn. Titan đang tái lập bề mặt thông qua các quá trình bồi lấp của tro ammonium và băng cỡ hạt gạo, giúp tạo ra một phong cảnh có đặc điểm kiến tạo do gió và đụn cát.
Một rặng núi dài 150 km, rộng 30 km và cao 1,5 km được Cassini khám phá năm 2006. Rặng núi này nằm ở bán cầu nam và được cho là cấu tạo bởi vật liệu băng và được bao phủ bởi tuyết methan. Sự di chuyển của các đĩa kiến tạo, có lẽ bị ảnh hưởng bởi một lòng chảo va chạm gần đó, có thể tạo ra một vết nứt mà qua đó các vật liệu cấu tạo núi đã được phun lên.

### Địa hình tối

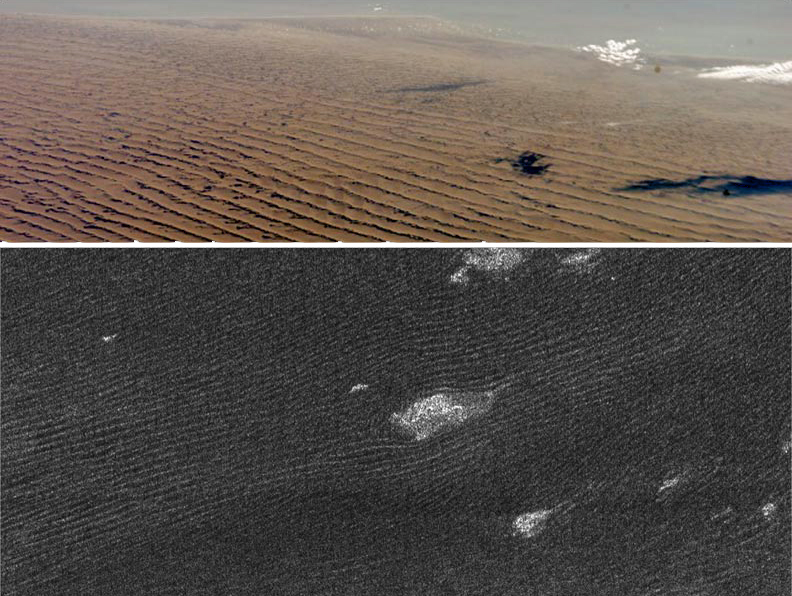
Các đụn cát trên Trái Đất (phía trên), so sánh với các đụn trên bề mặt Titan.

Trong các bức ảnh đầu tiên chụp đầu tiên về bề mặt Titan từ kính thiên văn đặt trên Trái Đất vào đầu thập niên 2000 cho thấy các bề mặt tối rộng lớn phân bố hai bên xích đạo của Titan. Trước lần hạ cánh của Cassini, các vùng này được cho là các biển vật chất hữu cơ như nhựa đường hay hydrocarbon lỏng. Các hình ảnh radar do tàu vũ trụ Cassini thực hiện lại cho thấy một số vùng đó là các đồng bằng mở rộng được bao phủ bởi các đụn cát theo chiều dọc, cao tới 330 mét. Các đụn cát theo chiều dọc (hay như đường kẻ) được cho là được hình thành bởi các đợt gió mức trung bình hoặc thổi theo một hướng hay thay đổi giữa hai hướng khác nhau. Các đụn theo kiểu này luôn thẳng với hướng gió trung bình. Trong trường hợp Titan, các cơn gió đới (phía đông) ổn định cộng với những cơn gió thủy triều thay đổi (xấp xỉ 0.5 mét một giây). Gió thủy triều là kết quả của các lực thủy triều từ Sao Thổ và khí quyển Titan, mạnh hơn 400 lần so với các lực thủy triều của Mặt trăng trên Trái Đất và có xu hướng lái gió về phía xích đạo. Mô hình gió khiến những đụn cát được tạo ra theo các đường song song dài theo hướng tây sang đông. Các đụn cát này vỡ ra quanh những ngọn núi, nơi hướng gió thay đổi.
Cát trên Titan có thể đã hình thành khi methan lỏng mưa xuống và làm xói mòn lớp đá băng phía dưới, có thể dưới hình thức những trận lũ ngắn. Nếu không, cát có thể hình thành từ vật rắn hữu cơ được tạo ra bởi các phản ứng quang hoá trong khí quyển Titan. Các nghiên cứu về thành phần các đụn cát vào tháng 5 năm 2008 cho thấy chúng chứa ít nước hơn các thành phần khác của Titan, và dường như xuất phát từ vật liệu hữu cơ kết thành cục sau khi mưa xuống bề mặt.

## Khí hậu

Một biểu đồ chi tiết về nhiệt độ, áp suất và các đặc tính khí hậu khác của Titan. Đám sương mù khí quyển làm nhiệt độ hạ ở các độ cao thấp, trong khi methan làm tăng nhiệt độ trên bề mặt. Hoạt động núi lửa phun khí methan vào khí quyển, sau đó khí methan lại mưa xuống bề mặt, tạo nên các hồ.

Nhiệt độ bề mặt Titan khoảng 94 K (−179 °C, hay −290 °F). Ở nhiệt độ này băng nước không thăng hoa từ trạng thái rắn sang trạng thái khí, vì thế khí quyển hầu như không có hơi nước. Sương mù trong khí quyển Titan góp phần vào hiện tượng hiệu ứng nhà kính ngược khi phản xạ ánh sáng Mặt Trời khỏi vệ tinh này, khiến bề mặt của nó lạnh hơn nhiều so với khí quyển bên trên. Các đám mây trên Titan, có thể gồm methan, ethan hay các chất hữu cơ đơn giản khác, phân tán và biến đổi, lẫn trong đám sương mù. Khí quyển methan này trái lại lại tạo ra hiệu ứng nhà kính trên bề mặt Titan, nếu không có nó nhiệt độ Titan còn lạnh hơn nhiều. Những phát hiện của tàu vũ trụ Huygens cho thấy khí quyển Titan định kỳ tạo ra những cơn mưa methan lỏng và các thành phần hữu cơ khác xuống bề mặt mặt trăng này. Tháng 10 năm 2007, các nhà quan sát nhận thấy một sự gia tăng trong độ chắn sáng trong những đám mây phía trên xích đạo vùng Xanadu, cho thấy khả năng một cơn "mưa methan", dù nó chưa phải là bằng chứng trực tiếp về trận mưa. Có thể các vùng trên bề mặt Titan được bao phủ một lớp tholin, nhưng điều này vẫn chưa được xác nhận.
Các mô hình mô phỏng gió dựa trên dữ liệu gió do Huygens thu được trong lần hạ cánh của nó cho thấy khí quyển Titan chỉ tuần hoàn trong một vòng Hadley rất lớn. Không khí ấm nổi lên ở bán cầu nam Titan -nơi có mùa hè khi Huygens' hạ cánh— và chìm xuống ở bán cầu bắc, dẫn tới một dòng khí thổi ở trên cao lớn từ nam ra bắc và dòng khí từ bắc vào nam ở dưới thấp. Vòng tuần hoàn Hadley lớn này chỉ có thể có trên một thế giới quay chậm như Titan. Dòng khí di chuyển từ cực tới cực có vẻ tập trung trên tầng bình lưu; các giả lập cho thấy nó sẽ thay đổi mỗi chu kỳ mười hai năm, và giai đoạn chuyển tiếp giữa mỗi chu kỳ là ba năm, với một năm của Titan bằng 30 năm Trái Đất. Mô hình phòng này tạo ra một dải khí áp suất thấp -trên thực tế là một biến đổi của Vùng Hội tụ Chí tuyến trên Trái Đất. Không giống như trên Trái Đất, nơi các đại dương hạn chế Vùng hội tụ Chí tuyến ở các chí tuyến, trên Titan, vùng này di chuyển từ cực này tới cực kia, mang các đám mây methan cùng với nó. Điều này có nghĩa rằng Titan, dù có nhiệt độ ở mức đóng băng, có thể nói có khí hậu nhiệt đới.
Số lượng các hồ methan quan sát được gần cực nam Titan rõ ràng nhỏ hơn nhiều so với số lượng hồ quan sát được ở cực bắc. Bởi ở cực nam hiện đang là mùa hè và cực bắc là mùa đông, một giả thuyết được đưa ra cho rằng các trận mưa methan diễn ra trên các cực vào mùa đông và bốc hơi vào mùa hè.

### Mây

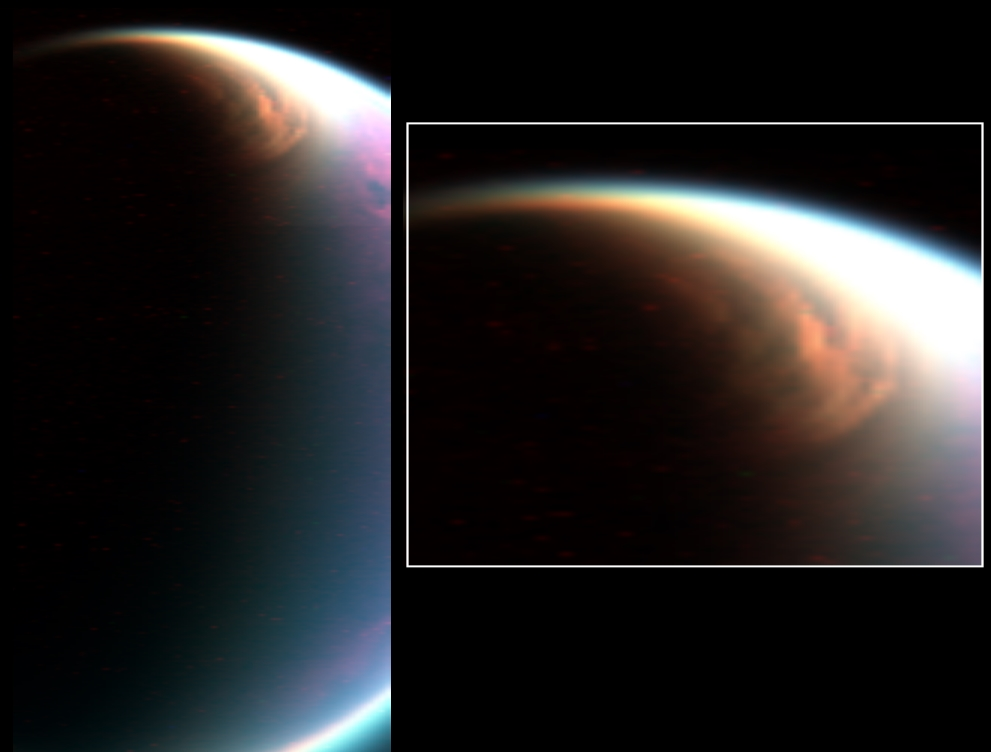
Mây trên cực bắc của Titan.
Hình của Cassini chụp bằng hồng ngoại ngày 29 tháng 12 năm 2006 từ khoảng cách 90.000km.

Tháng 9 năm 2006, Cassini đã chụp ảnh một đám mây lớn ở độ cao 40 km trên cực bắc Titan. Dù methan được biết cô đặc lại trong khí quyển Titan, đám mây này dường như lại là ethan, bởi kích thước đo được của các phần tử chỉ 1–3 micromét và ethan cũng có thể đóng băng ở những độ cao đó. Tháng 12, Cassini một lần nữa quan sát đám mây và phát hiện ra methan, ethan và các chất hữu cơ khác. Đám mây này có đường kính 2.400 km và vẫn thấy được trong chuyến bay ngang một tháng sau đó. Một giả thuyết cho rằng nó đang mưa (hay, nếu đủ lạnh, đang rơi tuyết) trên cực bắc; gió thổi xuống ở các vĩ độ bắc đủ mạnh để hướng các phần tử hữu cơ về phía bề mặt. Chúng là những bằng chứng mạnh nhất cho giả thuyết chu trình "methanological" (methan học) từ lâu trước đó (tương tự như chu trình thủy học trên Trái Đất) trên Titan.
Các đám mây cũng được phát hiện phía trên cực nam. Tuy chỉ che phủ 1% đĩa Titan, các sự kiện bùng nổ đã được quan sát thấy trong đó các đám mây nhanh chóng mở rộng lên tới 8%. Một giả thuyết cho rằng các đám mây phía cực nam được hình thành khi các mức ánh sáng tăng lên trong mùa hè của Titan tạo ra những luồng khí đi lên trong khí quyển, dẫn đến sự đối lưu. Cách giải thích này phức tạp bởi thực tế rằng sự hình thành mây đã được quan sát thấy không chỉ sau ngày chí Mặt Trời mà ở ngay giữa mùa xuân. Độ ẩm methan tăng ở cực nam có thể góp phần vào sự mở rộng nhanh chóng của kích thước mây. Hiện tại là mùa hè ở bán cầu nam Titan và sẽ tiếp tục kéo dài tới năm 2010, khi quỹ đạo của Sao Thổ, quyết định chuyển động của mặt trăng, sẽ nghiêng phía bắc bán cầu về phía Mặt Trời. Khi các mùa thay đổi, ethan sẽ bắt đầu cô đặc lại ở trên cực nam.
Các mô hình nghiên cứu thích ứng tốt với các quan sát cho thấy các đám mây trên Titan tập hợp ở các toạ độ thích hợp và rằng độ bao phủ của mây thay đổi theo khoảng cách từ bề mặt trên những vùng khác nhau của vệ tinh. Ở các vùng cực (trên 60 độ vĩ độ), những đám mây ethan thường trực và rộng lớn xuất hiện phía trên tầng đối lưu; ở các vĩ độ thấp, chủ yếu các đám mây ethan được phát hiện giữa 15 và 18 km, và lác đác cũng như cố định hơn. Ở bán cầu đang là mùa hè, thông thường, những đám mây methan dày nhưng rời rạc dường như tụ tập quanh 40°.
Những quan sát trên Trái Đất cũng cho thấy những biến đổi mùa ở những vùng mây bao phủ. Trong chu kỳ quay 30 năm của Sao Thổ, các hệ thống mây của Titan dường như xuất hiện trong 25 năm, và sau đó mờ đi trong bốn tới năm năm trước khi tái xuất hiện.

## Quan sát và thám hiểm

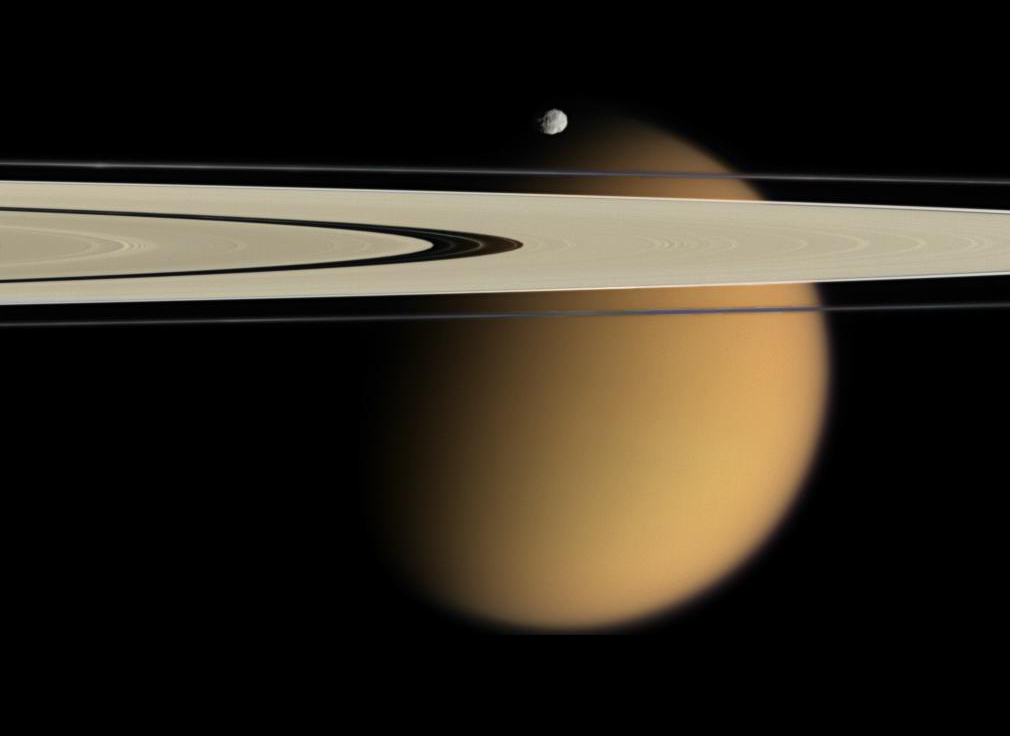
Hình chụp Epimetheus và Titan của Cassini

Không thể quan sát Titan bằng mắt thường, nhưng có thể thực hiện điều đó bằng kính viễn vọng nhỏ hay ống nhòm mạnh. Việc quan sát nghiệp dư khó khăn bởi sự gần kề của vệ tinh này với cầu sáng và hệ thống vành đai Sao Thổ; một thanh che khuất, bao phủ một phần thị kính và được dùng để ngăn ánh sáng từ hành tinh, sẽ tăng đáng kể chất lượng quan sát. Titan có độ sáng biểu kiến +7,9, so với +4,6 của vật thể có kích thước tương tự Ganymede, trong hệ Sao Mộc.
Những cuộc quan sát Titan trước kỷ nguyên vũ trụ khá hạn chế. Năm 1907 nhà thiên văn học Tây Ban Nha Josep Comas Solá đã cho rằng ông đã quan sát thấy vật tối gần các cạnh đĩa của Titan và hai vòng, màu trắng ở trung tâm của nó. Sự suy luận về một khí quyển của Kuiper trong thập niên 1940 là sự kiện quan sát lớn tiếp theo.
Tàu vũ trụ đầu tiên tới hệ Sao Thổ là Pioneer 11 năm 1979, nó xác định rằng Titan dường như quá lạnh để phát sinh sự sống. Tàu vũ trụ đã chụp những bức ảnh đầu tiên của mặt trăng này (gồm một số bức riêng và một số với Sao Thổ), nhưng chúng có chất lượng kém; chuyến bay tiếp cận Titan lần đầu tiên diễn ra ngày 2 tháng 9 năm 1979.
Titan được cả Voyager 1 và Voyager 2 thám sát năm 1980 và 1981. Đường bay của Voyager 1 đã được làm chệch hướng cố ý để đi gần qua Titan. Không may thay, tàu vũ trụ không có bất kỳ thiết bị nào có thể nhìn xuyên qua tầng sương của Titan, một yếu tố chưa được tính trước. Nhiều năm sau, các quá trình xử lý số lọc màu cam phức tạp với những bức ảnh do Voyager 1' chụp đã phát lộ một số dấu vết các địa hình màu sáng và tối hiện được gọi là Xanadu và Shangri-la, nhưng tới khi ấy các đặc điểm địa hình này đã được quan sát thấy bằng hồng ngoại bởi Kính viễn vọng Vũ trụ Hubble. Voyager 2 chỉ bay lượt qua Titan. Đội chỉ huy Voyager 2 có thể điều khiển hướng tàu để quan sát kỹ Titan hoặc sử dụng một đường bay khác cho phép nó tới thăm Uranus và Neptune. Vì thiếu các đặc điểm bề mặt do Voyager 1 quan sát, họ đã chọn kế hoạch sau.

### Cassini–Huygens
Thậm chí với các dữ liệu từ các phi vụ Voyagers, Titan vẫn là một vật thể dạng vệ tinh giống hành tinh bí ẩn ẩn sau một bầu khí quyển dày khiến các quan sát chi tiết khó thực hiện. Sự tò mò bao quanh Titan từ các quan sát hồi thế kỷ 17 của Christiaan Huygens và Giovanni Cassini cuối cùng đã giải tỏa với chiếc tàu vũ trụ được đặt theo tên họ để vinh danh.
Tàu vũ trụ Cassini–Huygens tiếp cận Sao Thổ ngày 1 tháng 7 năm 2004 và bắt đầu quá trình vẽ bề mặt Titan bằng radar. Là một dự án liên kết giữa Cơ quan Vũ trụ châu Âu (ESA) và NASA, Cassini–Huygens, đã chứng minh nó là một dự án rất thành công. Tàu vũ trụ Cassini bay qua Titan ngày 26 tháng 10 năm 2004 và chụp những bức ảnh có độ phân giải cao nhất từng có về bề mặt vệ tinh này, với khoảng cách chỉ 1.200 km, phân biệt được những khoảng sáng tối không thể phân biệt được bằng mắt thường từ Trái Đất. Huygens hạ cánh xuống Titan ngày 14 tháng 1 năm 2005, khám phá rằng nhiều đặc điểm bề mặt mặt trăng này dường như được hình thành bởi chất lỏng từ một khoảng thời gian trong quá khứ. Ngày 22 tháng 7 năm 2006, Cassini đã thực hiện chuyến bay qua đầu tiên trong 21 chuyến đã được lập kế hoạch với khoảng cách 950 km từ Titan; chuyến bay ngang cuối cùng dự định diễn ra ngày 12 tháng 5 năm 2008. Sự hiện diện chất lỏng trên bề mặt đã được phát hiện gần cực bắc, ở hình thức nhiều hồ gần đây đã được Cassini khám phá. Titan là vật thể xa nhất từ Trái Đất từng có một tàu vũ trụ hạ cánh. Titan cũng là mặt trăng thứ hai trong Hệ Mặt Trời có vật thể nhân tạo hạ cánh trên bề mặt. 

#### Địa điểm hạ cánh củaHuygens

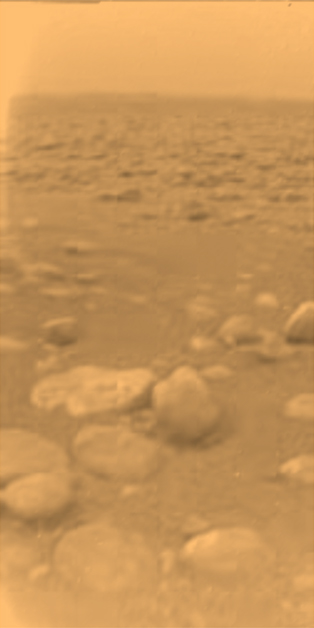
Hình ảnh của Huygens về bề mặt Titan.

Tàu vũ trụ Huygens hạ cánh ngay bên ngoài cực đông của một vùng sáng hiện được gọi là Adiri, nơi nó chụp được những ngọn đồi xám (cũng được gọi là các cao nguyên) gồm chủ yếu băng nước. Các thành phần hữu cơ tối, được tạo ra ở vùng trên khí quyển bởi phát xạ tia cực tím của Mặt Trời, có thể mưa từ khí quyển Titan. Chúng rửa sạch các ngọn đồi bằng những trận mưa methan và ngấm xuống các đồng bằng sau các quy trình địa chất.
Sau khi đổ bộ, Huygens đã chụp ảnh một đồng bằng tối được bao phủ những viên đá và đá cuội nhỏ, được cấu tạo từ băng nước. Hai hòn đá ngay phía dưới vùng giữa hình phía trái nhỏ hơn kích thước thực: viên phía trái đường kính 15 centimét, và một trong những viên ở giữa 4 centimét, ở khoảng cách khoảng 85 centimét từ Huygens. Có bằng chứng ăn mòn ở đáy những hòn đá, cho thấy có khả năng có hoạt động sông ngòi. Bề mặt tối hơn mọi người từng nghĩ trước đây, gồm một hỗn hợp nước và băng hydrocarbon. Mọi người tin rằng "đất" nhìn thấy được trong các hình được lắng đọng xuống từ đám sương mù hydrocarbon phía trên.
Tháng 3 năm 2007, NASA, ESA, và COSPAR quyết định đặt tên vùng đất Huygens hạ cánh là Điểm Tưởng niệm Hubert Curien để tưởng nhớ vị cựu chủ tịch ESA.

#### Các chương trình thám hiểm dự định
- Titan Mare Explorer (TiME): là bộ phận tiếp xúc mặt vệ tinh Titan trong chương trình thám hiểm hệ thống Sao Thổ-Titan (Titan Saturn System Mission hay TSSM), hợp tác giữa NASA và ESA, một chương trình độc lập với kế hoạch thám hiểm Sao Mộc-Europa (Europa Jupiter System Mission hay EJSM). Theo kế hoạch thì EJSM sẽ được tiến hành trước

### Dragonfly (tàu vũ trụ)
Dragonfly là một sứ mệnh thám hiểm sao Titan, mặt trăng lớn nhất của sao Thổ, do NASA phát triển trong khuôn khổ chương trình New Frontiers. Dự kiến phóng vào năm 2028 và đến Titan vào năm 2034, Dragonfly là một máy bay không người lái (drone) có khả năng bay giữa các địa điểm trên Titan để nghiên cứu hóa học hữu cơ, địa chất và khí hậu. Sứ mệnh nhằm tìm kiếm các hợp chất tiền sinh học, khảo sát bề mặt chứa methane lỏng và cung cấp dữ liệu giúp hiểu rõ hơn về khả năng tồn tại sự sống ngoài Trái Đất. Với khí quyển dày và điều kiện tương tự Trái Đất sơ khai, Titan là một mục tiêu lý tưởng để nghiên cứu các quá trình hóa học có thể dẫn đến sự sống.

## Những điều kiện tiền sinh và khả năng có sự sống
Các nhà khoa học cho rằng khí quyển của Trái Đất lúc đầu tương đối giống với khi quyển của Titan hiện tại. Nhiều giả thuyết đã cố gắng tìm những gạch nối giữa các thành phần hóa học trong khí quyển Titan hiện nay và khả năng xuất hiện sự sống.
Thí nghiệm Miller-Urey và một số thí nghiệm khác sau đó cho thấy, với khí quyển như khí quyển của Titan, nếu có thêm tác dụng của tia tử ngoại thì một số chất hữu cơ phức tạp có thể được hình thành. Đó có thể là một số hợp chất polyme như tholin. Quá trình phản ứng bắt đầu với việc phân rã nitrogen và methan để hình thành hydrocyan và ethyne. Các nhà khoa học vẫn đang tiếp tục nghiên cứu về vấn đề này.
Những thí nghiệm nói trên đã đặt ra câu hỏi: liệu những chất hóa học tìm thấy trên bề mặt Titan đã đủ để hình thành sự sống giống như quá trình tương tự trên Trái Đất hay chưa ? Nếu có một quá trình tương tự như thế, Titan cần phải có nước thể lỏng tồn tại tương đối ổn định và lâu dài trên bề mặt. Mặc dù không quan sát được sự tồn tại như vậy của nước trên bề mặt Titan, người ta vẫn đưa ra giả thuyết lạc quan rằng nước sinh ra do các thiên thạch rơi xuống Titan được bảo tồn dưới một lớp băng phía ngoài. Người ta cũng cho rằng amonia ở dạng lỏng có thể tồn tại phía dưới bề mặt của vệ tinh. Một giả thuyết cho rằng bên dưới lớp băng đá phía trên có thể là một lớp hỗn hợp nước - amonia. Mặc dù điều kiện trong một môi trường như vậy là vô cùng khắc nghiệt, khi so với điều kiện trên Trái Đất, nhưng vẫn có thể tồn tại sự sống. Trao đổi nhiệt giữa phần lõi và lớp vỏ của vệ tinh là yếu tố then chốt cho khả năng có tồn tại sự sống trong lòng Titan hay không.
Việc phát hiện cuộc sống vi khuẩn trên Titan có thể phụ thuộc vào các hiệu ứng phát sinh sinh vật của nó. Ví dụ khí methan và nitơ trong khí quyển là nguồn gốc sự sống sinh vật đã được xác định. Hydro đã được coi là một phân tử thích hợp để thử nghiệm sự sống trên Titan: nếu sự sống phát sinh từ methan sử dụng một lượng đáng kể khí hydro, nó sẽ gây một hiệu ứng đo được trong tỷ lệ pha trộn của tầng đối lưu.
Dù có những khả năng cuộc sống sinh vật như vậy, có rất nhiều cản trở cho cuộc sống trên Titan, và bất kỳ sự tương tự nào với Trái Đất đều không chính xác. Với khoảng cách to lớn tới Mặt Trời, Titan lạnh lẽo (một sự thực càng tăng thêm với hiệu ứng nhà kính ngược của những đám mây bao phủ nó), và bầu khí quyển của nó không có CO2. Dù có những khó khăn như vậy, chủ đề cuộc sống trên Titan có thể được miêu tả chính xác nhất như một cuộc thực nghiệm chứng minh các lý thuyết về các điều kiện cần thiết trước khi cuộc sống phát sinh trên Trái Đất. Tuy cuộc sống có thể không tồn tại, các điều kiện tiền sinh vật của môi trường Titan, và khả năng hiện diện của hóa chất hữu cơ, vẫn là một chủ đề gây hứng thú để tìm hiểu buổi đầu lịch sử sinh quyển Trái Đất. Sử dụng thực nghiệm tiền sinh học Titan không chỉ liên quan tới việc thám sát bằng tàu vũ trụ, mà cả thực nghiệm trong phòng thí nghiệm và các mô hình hóa học và quang hóa trên Trái Đất.
Một giải thích khác cho sự tồn tại lý thuyết của cuộc sống trên Titan đã được đưa ra: nếu sự sống được tìm thấy trên Titan, về mặt thống kê nó dường như sẽ có nguồn gốc từ Trái Đất chứ không phải xuất hiện một cách độc lập, một quá trình được gọi là tha sinh. Nó đặt giả thiết rằng những vụ va chạm thiên thạch lớn và sao chổi trên bề mặt Trái Đất có thể khiến hàng triệu mảnh đá chứa đầy vi khuẩn bay lên thoát khỏi lực hút Trái Đất. Các tính toán cho thấy một số viên đá đó có thể va chạm với các thiên thể trong hệ Mặt Trời, gồm cả Titan.
Các điều kiện trên Titan có thể trở nên thích hợp hơn cho sự sống trong tương lai. Sáu tỷ năm nữa, khi Mặt Trời trở thành sao khổng lồ đỏ, các nhiệt độ bề mặt có thể tăng lên ~200K, đủ lớn để các đại dương hỗn hợp nước/ammonia tồn tại ổn định trên bề mặt. Khi lượng phát xạ tia cực tím của Mặt Trời giảm đi, lớp sương phía trên khí quyển Titan sẽ mất đi, làm giảm hiệu ứng nhà kính ngược trên bề mặt và cho phép hiệu ứng nhà kính được tạo ra do methan khí quyển đóng một vai trò quan trọng hơn. khi các điều kiện đó cùng hoạt động có thể tạo ra một môi trường thích hợp cho các dạng sự sống ngoại lai, và sẽ tồn tại trong hàng trăm triệu năm, đủ lâu để ít nhất một dạng sự sống nguyên thủy hình thành.
Tuy phi vụ Cassini–Huygens không được trang bị để tìm bằng chứng về các hợp chất hữu cơ sinh học, nó thực sự cho thấy lý thuyết về một môi trường trên Titan, ở một số mặt, tương tự với môi trường nguyên thủy trên Trái Đất là có thể.
Mặc dù vậy, một số nhà khoa học vẫn tin rằng với bầu khí quyển dày không có oxy, Titan có thể duy trì các dạng sống dựa trên silic và khiến chúng không bị hoá đá do tác động của oxy.